# Marlos Moreno
Marlos Moreno Durán (* 20. September 1996 in Medellín) ist ein kolumbianischer Fußballspieler, der aktuell bei Konyaspor unter Vertrag steht.

## Karriere

### Im Verein
Moreno begann im Alter von 14 Jahren bei Atlético Nacional in seinem Geburtsort Medellín mit dem Fußballspielen. Sein erstes Spiel mit der ersten Mannschaft in der Categoría Primera A absolvierte er am 16. Oktober 2014 bei einer 1:2-Niederlage gegen Deportivo Pasto. Mit seinem Team gewann er auf nationaler Ebene die Apertura 2014, die Finalización 2015, bei der er im Finalrückspiel nach 30 Sekunden das 1:0 erzielte, sowie die Superliga de Colombia 2016. Morenos größter Erfolg mit Atlético Nacional war der Gewinn der Copa Libertadores in der Saison 2016.
Anfang August 2016 unterschrieb Moreno einen bis zum 30. Juni 2021 datierten Fünfjahresvertrag bei Manchester City und wurde für die Saison 2016/17 direkt in die spanische Primera División an Deportivo La Coruña ausgeliehen.
Zur Saison 2017/18 wurde Moreno innerhalb der Primera División an den FC Girona weiterverliehen. Dort kam er allerdings nur zu zwei Ligaeinsätzen.
Am 16. Januar 2018 wurde Moreno bis zum Ende der Saison 2018 nach Brasilien an Flamengo Rio de Janeiro weiterverliehen. Dort kam er in der Staatsmeisterschaft von Rio de Janeiro und der Série A zu 25 Einsätzen, in denen er einen Treffer erzielte.
Ende September 2020 wurde Moreno für die Rest der Saison 2020/21 von Manchester an den belgischen Zweitdivisionär Lommel SK ausgeliehen, der wie sein Stammverein zur City Football Group gehört. Im Anschluss erfolgte eine einjährige Leihe zum KV Kortrijk. Im September 2022 verließ der Kolumbianer Manchester fest und schloss sich ES Troyes AC an. Dort verblieb der Spieler zunächst nur ein halbes Jahr, bevor er im Februar 2023 auf Leihbasis zu Konyaspor wechselte.

### In der Nationalmannschaft
Nachdem Moreno zuvor in der U-17-Auswahl gespielt hatte, debütierte er am 24. März 2016 beim 3:2-Sieg gegen Bolivien im Rahmen der Qualifikation zur Weltmeisterschaft 2018 in der A-Auswahl. Im Mai 2016 wurde er von Trainer José Pékerman in den Kader für die Copa América Centenario 2016 berufen, bei der er bei der 2:3-Niederlage gegen Costa Rica im letzten Gruppenspiel sein erstes Länderspieltor erzielte. Mit seinem Team belegte er nach einem 1:0-Sieg gegen die USA im Spiel um Platz 3 schließlich den dritten Platz.

## Erfolge
- Copa Libertadores: 2016
- Superliga de Colombia: 2016
- Kolumbianischer Meister: Apertura 2014, Finalización 2015